# Beth Allen
Elizabeth Grace Nell Allen (Auckland, Novi Zeland, Australija, 28. svibnja 1984.), novozelandska glumica.

## Životopis
Beth je počela glumiti u ranoj dobi i dosad se pojavila u mnogo malih produkcija i reklama od 1993. Njezina prva velika uloga je bila The legends of William Tell 1998. u produkciji Cloud 9 gdje je glumila princezu Varu. Beth je najpoznatija po svojoj ulozi Amber u seriji "Plemenu". Dobila je ulogu 1998. i glumila je Amber u 1. sezoni serije. Tada je otišla iz serije da bi se posvetila učenju. Njezin lik je ubijen u eksploziji da bi se objasnila njezina odsutnost. Dvije godine kasnije Beth se vratila u seriju i pojavljivala se u 3. i 4. sezoni u većini epizoda serije i u svim epizodama u 5. sezoni.

## Televisijske uloge
- "Power Rangers S.P.D." kao Aly Samuels (2005.)
- "Outrageous Fortune" kao Chantelle (2005.)
- "Treasure Island Kids: The Mystery of Treasure Island" kao Ellie (2004.)
- "Pleme" (The Tribe) kao Amber (1999.; 2001. – 2003.)
- "Murder in Greenwich" kao Julia Skakel (2002.)
- "Revelations" kao Anna (2002.)
- "The Big Breakfast" kao Beth Allen (2001.)
- "A Twist in the Tale" kao Rose Martinelli (1999.)
- "Xena: Princeza ratnica" (Xena: Warrior Princess) kao Pilee (1999.)
- "The Legend of William Tell" kao princeza Vara (1998.)
- "Riding High" kao Eva (1996.)

## Filmske uloge
- "The Ugly" kao Julie (1997)